# Страсть (фильм, 2012)
«Страсть» (англ. Passion) — эротический триллер американского кинорежиссёра Брайана Де Пальмы, снятый в 2012 году. Ремейк французского триллера 2010 года «Преступная любовь» Алена Корно. Де Пальма изменил финал по-своему. Главные роли исполнили Нуми Рапас и Рэйчел Макадамс. Фильм совместного производства Франции, Германии, Испании и Великобритании. Картина сражалась за главную награду 69-го Венецианского кинофестиваля — «Золотого льва».

## Сюжет
Кристин Стэнфорд и Изабель Джеймс — подруги по бизнесу, которые одновременно и любят, и ненавидят друг друга. Кристин — топ-менеджер крупной международной компании, любящая власть и интриги, а Изабель — её главная помощница. Один из любовников Кристин — работник компании Дирк, выполняющий все её сексуальные фантазии, включая ролевые игры с игрушками.
Однажды Изабель в сопровождении Дирка и своей помощницы Дэни уезжает в Лондон со своим деловым проектом. Там она вступает в интимную связь с Дирком, и тот снимает домашнее порно. После их возвращения Кристин присваивает успешный проект Изабель себе, чтобы в будущем поехать в Нью-Йорк, оправдываясь тем, что они — одна команда. После этой несправедливости, чтобы завоевать сердце Изабель, она приглашает её на банкет. По дороге, в машине Кристин целует Изабель в губы, говоря, что хочет любви и восхищения.
Изабель продолжает тайно встречаться с Дирком. Однажды в офисе Кристин рассказывает Изабель про трагический случай из детства, происшедший с сестрой-близняшкой, и та жалеет её. Когда приходит Дирк, Кристин шантажирует его тем, что она не будет прикрывать его финансовые махинации, и он покатится ко дну, а всё из-за того, что она заподозрила связь между ним и Изабель. В результате этого Дирк прекращает общаться с последней.
Вскоре Изабель достигает успеха с блестящей бизнес-идеей. Кристин теперь не может поехать в Нью-Йорк и завидует подруге. Дирк хочет встретиться с Изабель, та соглашается, однако вечером поступает звонок от Дирка по Skype. На экране видна Кристин, а рядом пьяный Дирк, который не в состоянии ничего сделать. Кристин показывает, что она всё знает и демонстрирует на камеру домашнее порно, записанное в Лондоне. В отчаянии и в слезах Изабель спускается на автопарковку, чтобы уехать домой из офиса. При выезде она случайно разбивает машину о колонну, выходит из машины, начинает бить по ней ногой и плакать. Всё это записывает камера видеонаблюдения.
На следующий день Кристин устраивает на работе вечеринку, на которой должны присутствовать все. В разгаре банкета Кристин, желая развеселить сотрудников, демонстрирует на экране смешные случаи из офиса, записанные камерами. В том числе она демонстрирует всем вчерашнюю истерику Изабель у машины, тем самым окончательно унизив её.
После этого инцидента Изабель окончательно теряется, злоупотребляет успокоительными таблетками, ведёт себя странно, что замечает её помощница Дэни. Кристин приходит письмо с угрозами мести, отосланное с компьютера Изабель. Та утверждает, что не писала этого. Дэни, в свою очередь, влюблена в Изабель и ревнует её к Кристин, когда замечает их поцелуй в губы в знак примирения. Кристин, желая избавиться от этой лесбиянки, требует, чтобы та написала заявление об уходе из компании.
Далее происходит ряд странных событий. В один из вечеров, когда Изабель идёт смотреть балет на музыку Дебюсси, кто-то убивает Кристин, перерезав ей горло в её доме. Накануне к ней приходило много гостей на вечеринку, в том числе пьяный Дирк. Все подозрения падают на Изабель, потому что находят письмо с угрозами. Также в доме убитой находят часть шарфа, который Кристин подарила Изабель. Под воздействием таблеток она признаёт свою вину, и её арестовывают. Вскоре здравый ум возвращается к ней, и она начинает опровергать своё признание. По дате письма Изабель доказывает, что оно было послано за день до позорной вечеринки. Она просит инспектора Баха более внимательно обыскать её квартиру, чтобы найти шарф целым. По её версии было два шарфа. Шарф не находят, но обнаруживают важный компромат против Дирка, касающийся его финансовых махинаций. Изабель собрала их, но жалела Дирка и не хотела его погубить. Теперь под подозрение падает и Дирк. Он мог убить Кристин, так как та могла шантажировать его. Изабель просит Дэни найти её шарф, так как он не мог исчезнуть. Дэни находит его у горничной. Алиби Изабель подтверждает работник театра, в котором она смотрела в ту ночь балет. Изабель освобождают, инспектор Бах просит прощения за её арест, пытается ухаживать за ней. В машине Дирка обнаруживают окровавленный шарф, и Дирка арестовывают по обвинению в убийстве Кристин. По версии полиции, она хотела вывести его на чистую воду за отмывание денег и стала жертвой.
Казалось бы, справедливость восторжествовала и дело закрыто. Изабель и Дэни сидят за компьютером, вспоминают всё с улыбкой. Дэни резко целует Изабель в губы, говоря, что любит и хочет её. Изабель с иронической улыбкой отказывает ей и вызывает для Дэни такси. Тогда Дэни признаётся, что знает правду: на самом деле это Изабель убила Кристин. Ещё до убийства, когда Дэни случайно приняла её таблетки, она поняла, что это вовсе не таблетки для успокоения, всё это фарс. Она начала следить за Изабель, видела, как та покупает такой же шарф, чтобы в будущем полиция нашла его. Она устроила сцену в театре, чтобы запомниться и обеспечить себе алиби. В середине балета она покинула театр, отправилась к Кристин, забралась в дом и перерезала ей горло. Дэни, следя за ней, сняла сцену убийства на телефон через окно.
Теперь Дэни шантажирует Изабель, угрожая, что в случае отказа от любовных отношений она тут же пошлёт запись инспектору Баху. Изабель позволяет ей целовать себя и заниматься с ней сексом. После похорон Кристин, ночью, они спят вместе. Изабель находит в шкафу тот телефон, на котором записано убийство. Дэни просыпается и пытается отнять у неё телефон. Та душит и убивает её. В этот момент в дверь звонит инспектор Бах, пришедший с цветами к Изабель, чтобы ещё раз извиниться. Не дождавшись, он спускается обратно на лифте. Перед смертью Дэни успевает нажать на кнопку телефона и послать видеозапись инспектору. У Изабель возникает галлюцинация, ей кажется, что Кристин пришла за ней и душит её шарфом. Шокированный инспектор смотрит посланную ему запись. В последней сцене Изабель лежит на кровати, а рядом на полу — мёртвая Дэни.

## В ролях
- Рэйчел Макадамс — Кристин Стэнфорд
- Нуми Рапас — Изабель Джеймс
- Каролина Херфурт — Дэни
- Пол Андерсон — Дирк Харриман
- Райнер Бок[англ.] — инспектор Бах
- Беньямин Задлер — прокурор
- Доминик Ракке — Джей-Джей Кох
- Михаэль Ротшопф — адвокат Изабель
- Макс Урлахер — Рольф
- Йорг Пинч — Марк
- Тристан Пюттер — Эрик
- Патрик Хейн — менеджер

## Производство
Борьба за власть между женскими образами меня заинтересовала, но Ален Корно слишком рано раскрывает личность убийцы. Я думал, что я мог бы сделать лучше.
Брайан Де Пальма приобрёл права на сценарий французского фильма «Преступная любовь» в 2011 году. Получив поддержку голливудских студий, Де Пальма также финансировал свою картину в Европе, в частности, в Германии и Франции. Съёмки фильма проходили в Берлине. В некоторые сцены были включены известные достопримечательности города, например здание DZ Bank. Снималась картина на 35-мм плёнке.
Нуми Рапас и Рэйчел Макадамс получили те роли, в которых в фильме 2010 года снимались Людивин Санье и Кристин Скотт Томас. До этого они уже пересекались на съёмочной площадке фильма Гая Ричи: «Шерлок Холмс: Игра теней». По словам Де Пальмы это было ему выгодно: «Нуми и Рэйчел знали достаточно, чтобы позволить им углубиться в опасную территорию. Они не имели никаких ограничений друг с другом, что делает их дуэт очень динамичным и увлекательным». Он встретил Рапас в Нью-Йорке и предложил ей роль Изабель. На него произвели впечатление некоторые фильмы Рапас шведского производства. А Рэйчел Макадамс Де Пальма видел в фильме «Дрянные девчонки» и решил дать ей роль Кристин.
В роли Дирка изначально должен был выступать Доминик Купер, однако он покинул проект и был заменён актёром Полом Андерсоном, который также снимался в «Шерлоке Холмсе: Игре теней» с Рапас и Макадамс.
Де Пальма впервые начал сотрудничать в этом фильме с оператором Хосе Луисом Алькайне, часто работавшим с испанским кинорежиссёром Педро Альмодоваром. По словам Де Пальмы он выбрал Алькайне за то, что тот умеет снимать красивых женщин, как это видно в картинах Альмадовара. Де Пальма также жалел, что способность подчеркнуть женскую красоту затерялась в этом фильме, однако Алькайне, как истинный мастер, по-прежнему знал, как это делать. Он считал, что это важный вопрос, особенно в фильме, где фигурировали две красивые актрисы.
Для саундтрека Де Пальма контактировал с европейскими композиторами, с которыми никогда не работал. В конце концов, он сошёлся с итальянским композитором Пино Донаджо, с кем он сделал семь кинокартин, включая «Кэрри» (1976), «Двойник тела» и «Воспитание Каина». По словам режиссёра, у Донаджо точная музыкальная чувствительность к триллерам.
Премьера «Страсти» прошла на 69-м Венецианском кинофестивале в сентябре 2012 года.

## Оценки и критика
То, что делает фильм «Страсть» такой отчётливо современной интерпретацией устаревшего к настоящему времени эротического триллера, это то, что он обладает прекрасным чувство юмора по отношению к самому себе.
«Страсть» получила смешанные, в основном отрицательные отзывы кинокритиков. На авторитетных сайтах фильм оценили довольно низко. На сайте IMDb оценка составляет 5,3 из десяти, на Allmovie оценён тремя звёздочками. Рейтинг на сайте Rotten Tomatoes составляет 34 %.
Роберт Белл из канадского журнала Exclaim!, дал фильму восемь баллов из десяти, записав: «С карьерой, во многих случаях помеченной жанром-нуар, в частности образами роковых женщин, эта гендерная история о женском поведении в корпоративной мужской среде маркетинга и рекламы изобилует роковыми прототипами и нуарными поворотами сюжета, служащими для Де Пальмы в конечном счёте в качестве шаблона, чтобы высмеять и представить всю его деятельность… Очень жаль, что те, кто не знакомы с другими работами режиссёра, не будут иметь абсолютно никакого контекста для абстрактных и косвенных тоновых сдвигов или ссылок, что лишит их возможности воспринять ужас фильма».
Эрик Кох из новостного сайта Indiewire отнёс картину к классу «Б», говоря, что с самых ранних этапов карьеры Брайана Де Пальмы его триллеры постоянно находились на грани между самопародией и нелегкомысленным пастишем. По мнению Коха, этот ремейк обнадёживающим образом вполне занимает своё место в этом лагере и он, несмотря на многие недостатки, не просто реконструкция, а подлинный ремикс режиссёра. Кох посчитал, что эта картина обнадёживающая «старая школа»", несмотря на свои вопиющие недостатки.
Алан Пайк из электронного журнала Tiny Mix Tapes оценил фильм 2,5 звёздочками из пяти, написав следующее: «Босс рекламного агентства Кристин (Рэйчел Макадамс) манипулирует своей протеже Изабель (Нуми Рапас) и крадёт её наиболее удачную бизнес-идею, тем самым положив начало безвкусному обостряющемуся поединку между женщинами, который разворачивается в их профессиональной и личной жизни. Упомянутый поединок не вносит в фильм необходимые для сюжета вес или напряжённость, отчасти потому, что лишь очень немногие из неприятностей, в которые эти женщины вовлекают друг друга, кажутся хоть сколько-нибудь правдоподобными».
Питер Собчиньский на сайте Роджера Эберта оценил кинокартину четырьмя звёздочками, назвав её «заманивающим триллером». Собчиньский высоко оценил вклад оператора Хосе Луиса Алькайне, монтажёра Франсуа Гедижье и композитора Пино Донаджо, с помощью которых, по его мнению, Де Пальма смог создать мечтательно-гипнотическую атмосферу, где логика реальности и логика кошмара становятся неразличимыми, благодаря нестандартным ракурсам съёмки и несбалансированным наложениям изображений. Он отметил, что результат этой картины оказался настолько красиво задуманным и выполненным, что он вполне имеет право служить мастер-классом в искусстве создания напряжения..

## Награды и номинации
- Фильм участвовал в основном конкурсе на 69-м Венецианском кинофестивале и был номинантом на главный приз — «Золотого льва»[2][3]. Награда досталась южнокорейскому режиссёру Ким Ки Дуку за фильм «Пьета»[18].

## Кассовые сборы
Общий бюджет фильма составил 30 млн долларов. Картина была выпущена в четырнадцати театрах за первый месяц. За первые выходные дни показа фильма в США, «Страсть» заняла 54-е место в кассовых сборах. Уровень дохода после четырёх недель составил 33400 долларов. Общие сборы составили 92181 долларов. По состоянию на 26 сентября 2013 года, «Страсть» набрала в общей сложности 1301226 долларов от поступлений билетов за пределами США. А совокупный, общий доход кассовых сборов за фильм в тот же период составил 1393407 долларов.